# Samławki
Samławki (deutsch Samlack) ist ein Dorf in der polnischen Woiwodschaft Ermland-Masuren. Es gehört zur Landgemeinde Kolno (Groß Köllen) im Powiat Olsztyński (Kreis Allenstein).

## Geographische Lage
Samławki liegt in der nördlichen Mitte der Woiwodschaft, acht Kilometer südwestlich der Stadt Reszel (Rößel) und 44 Kilometer nordöstlich der Kreisstadt Olsztyn (Allenstein).

## Geschichte
Das einstige Samlack wurde 1396 gegründet. Ein Sägewerk machte es über die Dorfgrenzen hinaus bedeutend. Von 1874 bis 1945 war Samlack in den Amtsbezirk Soweiden (polnisch Zawidy) eingegliedert, der zum Kreis Rößel im Regierungsbezirk Königsberg (ab 1905: Regierungsbezirk Allenstein) in der preußischen Provinz Ostpreußen gehörte.
Aufgrund der Bestimmungen des Versailler Vertrags stimmte die Bevölkerung im Abstimmungsgebiet Allenstein, zu dem Samlack gehörte, am 11. Juli 1920 über die weitere staatliche Zugehörigkeit zu Ostpreußen (und damit zu Deutschland) oder den Anschluss an Polen ab. In Samlack stimmten 240 Einwohner für den Verbleib bei Ostpreußen, auf Polen entfielen keine Stimmen.
In Kriegsfolge kam Samlack 1945 mit dem gesamten südlichen Ostpreußen zu Polen und erhielt die polnische Namensform „Samławki“. Es ist heute eine Ortschaft im Verbund der Gmina Kolno, bis 1998 der Woiwodschaft Olsztyn, seither der Woiwodschaft Ermland-Masuren zugehörig.

### Einwohnerzahlen
| Jahr | Anzahl |
| ---- | ------ |
| 1820 | 172    |
| 1885 | 340    |
| 1905 | 285    |
| 1910 | 298    |
| 1933 | 322    |
| 1939 | 339    |
| 2011 | 168    |

## Kirche
Vor 1945 war Samlack in die evangelische Kirche Rößel in der Kirchenprovinz Ostpreußen der Kirche der Altpreußischen Union sowie in die katholische Kirche in Legienen (polnisch Leginy) im damaligen Bistum Ermland eingepfarrt.
Heute gibt es in Samławki selbst eine katholische Kirche, eine Filialkirche der Pfarrei Leginy im jetzigen Erzbistum Ermland. Die evangelischen Einwohner orientieren sich zur Pfarrkirche in Kętrzyn (Rastenburg) in der Diözese Masuren der Evangelisch-Augsburgischen Kirche in Polen.

## Verkehr
Samławki liegt an der Woiwodschaftsstraße 596, die die beiden Regionen Kętrzyn (Rastenburg) und Olsztyn (Allenstein) mit den Städten Reszel (Rößel) und Biskupiec (Bischofsburg) miteinander verbindet. Außerdem führen Nebenstraßen aus der Region durch den Ort oder enden innerorts. Eine Anbindung an den Schienenverkehr besteht nicht.